# Alessandro Cesarini (1475-1542)
Alessandro Cesarini (Roma, 1475 - Roma, 13 de fevereiro de 1542) foi um cardeal do século XVII.

## Biografia
Nasceu em Roma em No último quartel do século XV. Segundo dos três filhos de Agabito Cesarini e Giuliana Colonna. Sobrinho-bisneto do cardeal Giuliano Cesarini, o Velho (1426). Sobrinho do cardeal Giuliano Cesarini, Jr. (1493). Tio-bisavô do cardeal Alessandro Cesarini, Jr. (1627).
"... grand'amatore delle lettere, e della più colta erudizzione...". (Nenhuma informação educacional adicional encontrada).
Tornou-se amigo íntimo da família Medici e especialmente do cardeal Giovanni de' Medici, futuro Papa Leão X. Teve um filho natural, Ascanio Cesarini, que foi bispo de Oppido de 1538 a 1542. Protonotário apostólico.
Criado cardeal diácono no consistório de 1º de julho de 1517; recebeu o chapéu vermelho e a diaconaria de Ss. Sérgio e Bacco, 6 de julho de 1517.
Administrador da sé de Gerace e Oppido, 6 a 15 de junho de 1519. Administrador da sé de Pamplona, 27 de dezembro de 1520; renunciou ao cargo, em 5 de junho de 1538. Participou do conclave de 1521-1522, que elegeu o Papa Adriano VI; foi membro da comissão de cardeais que foi a Saragoça prestar homenagem ao novo Papa Adriano VI em nome do Sagrado Colégio dos Cardeais e do povo romano. Participou do conclave de 1523, que elegeu o Papa Clemente VII. Optou pela diaconia de S. Maria na Via Lata, em 14 de dezembro de 1523. Cardeal protodiácono. Administrador da Sé de Otranto, 9 de abril de 1526; ocupou o cargo até 22 de março de 1536. Administrador da sé de Alessano, 20 de julho de 1526; ocupou o posto até 15 de novembro de 1531. No saque de Roma pelas tropas imperiais em 1527, foi um dos cardeais mantidos como reféns. Administrador da Sé de Gerace, novamente, 21 de agosto de 1534; renunciou ao cargo em 20 de fevereiro de 1538. Participou do conclave de 1534, que elegeu o Papa Paulo III. Administrador da sé de Catanzaro, 15 de maio a 18 de agosto de 1536. Administrador da sé de Oppido, novamente, 2 de setembro de 1536; renunciou em favor de seu filho Ascanio Cesarini, em 20 de fevereiro de 1538. Legado ao Sacro Imperador Romano Carlos V para parabenizá-lo pela vitória contra os tunisinos, 1537. Legado ao rei Francisco I da França para negociar a paz com o imperador. Juntamente com os cardeais Lorenzo Campeggio e Mariano Grimani, foi nomeado membro da comissão para supervisionar os funcionários e ministros dos Estados Pontifícios. Administrador da Sé de Cuenca, 24 de maio de 1538; ocupou o cargo até sua morte. Membro da comissão de cardeais para a celebração do concílio geral. Optou pela ordem dos cardeais bispos e pela sé suburbana de Albano, em 31 de maio de 1540. Consagrado (nenhuma informação encontrada). Optou pela sé suburbana de Palestrina, em 14 de novembro de 1541. Foi muito estimado pelo cardeal Jacopo Sadoloeto e Paolo Manuzio por seu patrocínio a figuras literárias e artistas.
Morreu em Roma em 13 de fevereiro de 1542. Sepultado no túmulo de sua família na igreja de S. Maria in Aracoeli, Roma